# لاورنس برینرد
لاورنس برینرد (به انگلیسی: Lawrence Brainerd) سناتور سابق عضو Free Soiler بود. وی در سال ۱۸۵۴ تا ۱۸۵۵ میلادی سناتور ایالت ورمانت در سنای ایالات متحده آمریکا بود.